# Henriette av Montbéliard
Henriette av Montbéliard, död 1444, var en fransk feodalherre. Hon var regerande grevinna av Montbéliard mellan 1397 och 1444. 